# 徐樂眉
徐樂眉（Josephine Hsu）臺灣女性藝術工作者 ，出生於屏東縣高樹鄉，父親為浙江人，母親為客家人。其兄長徐鼎原是高樹藝術家。。
國立臺灣藝術大學戲劇系第一名畢業後，即活躍於臺灣劇場及影視界，幕前幕後皆有傑出表現。清新自然的風格與嫻熟演技贏得『千面女郎』封號。2002年到北京中央戲劇學院攻讀導演碩士，2008年進修北京中國藝術研究院電影學博士。後在中國各地旅行，深入鄉野山林，研究文化歷史，撰寫旅遊文學，出版成書。以其文學特點，被譽為『行吟詩人』。其攝影作品涉獵多面主題，也有較高的評價，被稱為『現代徐霞客』。
現職為國立臺灣藝術大學表演藝術學院副教授、客座北京大學藝術學院影視系老師及兩岸多所大學講座老師、導演、旅遊攝影、文學作家、專欄撰稿人等。

## 作品
- 1985年 台視《花落春猶在》飾 蘇靜宜（主演）
- 1985年台視《往日情懷》
- 電影《巧克力戰爭》
- 《我的志願》飾 女傭阿美（男僕老汪）
- 《菜刀與六個朋友》
- 三立都會台《戰國紅顏：西施》
- 電影《我的兒子是天才》飾 徐老師
- 1986年 台視《緣到情也到》飾 施麗君
- 1986年 台視《楊貴妃傳奇》飾 韋妃
- 1986年 台視《夏日戀情》
- 1987年 台視《奪妻》
- 1987年 台視《搭錯線》
- 1988年 台視《八月桂花香》飾 董嵐
- 1989年 台視《郵差總是按錯鈴》飾 江美美
- 1989年 台視《又見郵差來按鈴》飾 江美美
- 1997年 中視《台獨份子》飾 嘉宜
- 1998年 華視《爸爸的本尊》飾 廖惠珍
- 2001年 公視人生劇展《我還有一隻腳》飾 郭盈蘭
- 2003年 公視《寒夜續曲》飾 彭燈妹
- 2008年《1895乙未》飾 姜宋氏
- 1993年《熊猫小太陽》飾 文全母
- 2009年 客台《流漂子》飾 春妹
- 2018年 大愛《真愛源起》飾 何張阿心

### 幕後
- 《影子》 徐樂眉導演
- 《棋聖吳清源》 徐樂眉監製

### 著作
- 《遠足：走！去有錢也用不到的地方》(2009年)
- 《百年臺灣電影史》

中文繁體版（2013年）
中文簡體版（2015年）
韓文版（2022年）
- 《迷路》(2013年)
- 《絮念：戲劇文學之韻》(2015年)
- 《江湖》 (2016年)

## 外部連結
- 徐樂眉的Facebook專頁
- 徐樂眉的Instagram帳戶